# Haynes-Apperson Pioneer

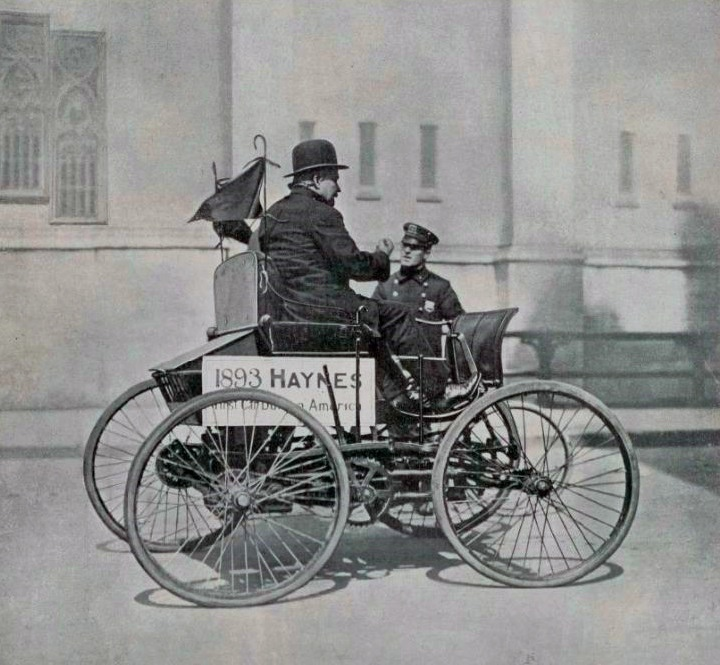
Seitenansicht

Der Haynes-Apperson Pioneer (auch Haynes Pioneer) ist ein Versuchswagen von 1894.

## Beschreibung
Elwood Haynes kaufte im Sommer 1893 einen Bootsmotor von der Sintz Gas Engine Company. Er beabsichtigte, damit einen Personenkraftwagen zu bauen. Als Probleme auftraten, wandte er sich Ende 1893 an Elmer und Edgar Apperson, die die mechanische Werkstätte Riverside Machine Works betrieben. Gemeinsam setzten sie die Arbeit fort. Haynes zeichnete die Entwürfe, während die Brüder für die Konstruktion zuständig waren. Sie stellten das Fahrzeug am 3. Juli 1894 fertig. Am 4. Juli 1894 fand die erste Ausfahrt statt.
Der Wagen erhielt den vorhandenen Einzylinder-Zweitaktmotor mit 1 PS Leistung. Er ist quer mittig im Fahrgestell eingebaut und überträgt die Kraft über je eine Kette an jedes Hinterrad. Das Getriebe hat je nach Quelle zwei oder drei Gänge. Es gibt keinen Rückwärtsgang. Das Fahrgestell ist ungefedert. Die Vorderachse besteht aus zwei leicht gebogenen Rohren. Das Fahrzeug hat Drahtspeichenräder. Die Lenkung erfolgt zeittypisch mittels Lenkarm.
Die Basis des Fahrzeugs bildet ein Rohrrahmen aus eckigen Rohren. Der Motor ist unter dem Sitz eingebaut. Die leichte Karosserie sitzt nicht direkt auf dem Fahrgestell. Dazwischen sind zwei längs angeordnete Blattfedern angebracht, die ihrerseits an ihren Enden gefedert sind. Die offene Karosserie bietet Platz für zwei Personen.
Weil sich der Motor als zu schwach erwies, wurde er später durch einen 2-PS-Motor von Sintz ersetzt.
Später datierte Haynes das Fahrzeug auf 1893 und behauptete, er habe das erste mit Benzin betriebene Automobil in den USA gebaut. Dies ist nachweislich falsch, war aber sogar Gegenstand einer Werbekampagne für Haynes-Automobile. Das Fahrzeug schenkte er 1910 der Smithsonian Institution, wo es heute noch gezeigt wird.
Das Museum gibt die Maße 1,57277 Meter, 1,9812 Meter und 2,62128 Meter an. Wahrscheinlich ist die erste Angabe die Breite, die zweite die Höhe und die dritte die Länge.

## Weiterer Verlauf
1898 gründeten die drei Personen die Haynes-Apperson Automobile Company für Pkw der Marke Haynes-Apperson.